# Piriyapatna
Piriyapatna é uma panchayat (vila) no distrito de Mysore, no estado indiano de Karnataka.

## Geografia
Piriyapatna está localizada a 12° 20′ N, 76° 06′ L. Tem uma altitude média de 844 metros (2769 pés).

## Demografia
Segundo o censo de 2001, Piriyapatna tinha uma população de 14 922 habitantes. Os indivíduos do sexo masculino constituem 51% da população e os do sexo feminino 49%. Piriyapatna tem uma taxa de literacia de 67%, superior à média nacional de 59,5%: a literacia no sexo masculino é de 72% e no sexo feminino é de 61%. Em Piriyapatna, 11% da população está abaixo dos 6 anos de idade.